# ナチュラリープラス
株式会社ナチュラリープラス (Naturally Plus Co.,Ltd) は、栄養機能食品およびビューティケア製品などの販売・製品企画をしている、1999年に日本で設立された。現在の株主は連邦型企業グループを形成するユニヴァ・キャピタル (Univa Capital)。本社は東京都港区六本木1-6-1 泉ガーデンタワー35F。

## 沿革
- 1999年3月 株式会社ナチュラリープラス設立（東京・有明）、栄養機能食品「スーパー・ルテイン」発売
- 2001年2月 東京・青山に本社移転
- 2002年9月 東京・六本木に本社移転
- 2003年9月 大阪サロン オープン
- 2004年4月 ナチュラリープラス台湾 (綠加利股份有限公司) 設立、台北サロンオープン
- 2005年5月 AIFN (国際栄養食品協会) 加盟
- 2005年6月 台湾 台中サロン オープン
- 2005年7月 北海道サロン、福岡サロン オープン
- 2006年7月 台湾 高雄サロン オープン
- 2007年4月 水素水「IZUMIO〈イズミオ〉」発売
- 2007年9月 Naturally Plus Hongkong Holdings Limited （香港）設立、ナチュラリープラス香港 (綠加利有限公司) オープン
- 2008年9月 UNIVA CAPITALグループへ参画
- 2008年11月 Naturally Plus Direct Marketing Pte. Limited.（シンガポール） 設立、ナチュラリープラスシンガポール オープン
- 2009年12月 Naturally Plus Malaysia Sdn. Bhd.（マレーシア）設立、 ナチュラリープラスマレーシア オープン
- 2010年4月 健康補助食品「パラミロンARX」発売
- 2010年10月 Naturally Plus Korea Co., Ltd.（韓国）設立、ナチュラリープラス韓国 オープン
- 2010年11月 マレーシア クチンサロン オープン
- 2010年12月 マレーシア コタキナバルサロン オープン
- 2011年3月 ビューティケア製品「LUTE〈ルーテ〉」シリーズ発売
- 2011年6月 PT. Naturally Plus Indonesia（インドネシア）設立、ナチュラリープラス インドネシア オープン
- 2011年8月 ビューティケア製品「AURAGE〈オラージュ〉」シリーズ発売
- 2012年1月 ナチュラリープラス グローバル オープン
- 2012年7月 台湾 台南サロン オープン
- 2012年10月 栄養機能食品「スーパー・ルテイン ミルトプラス」発売
- 2013年5月 健康補助食品「PURIFICAR〈ピュリフィカ〉」発売
- 2013年9月 Naturally Plus International（Thailand） Limited（タイ）設立、ナチュラリープラスタイ　オープン
- 2013年10月 マレーシア ジョホールバルサロン オープン
- 2014年3月 台湾 中壢サロン オープン
- 2014年6月 Naturally Plus USA.Inc.（アメリカ合衆国）設立

## 特定商取引法違反による業務停止命令（9か月）
2016年3月9日、強引な勧誘や虚偽の説明を繰り返していたことを理由に、特定商取引法に基づき新規勧誘などの一部事業の9か月の業務停止命令を受けた。

消費者庁は、あわせて、同社に対し、特定商取引法第38条第1項の規定に基づき、同社の販売する健康食品の「スーパー・ルテイン」又は清涼飲料水の「ＩＺＵＭＩＯ（イズミオ）」を購入していた者に対し、商品の効能について事実と異なる効能を告げて勧誘していたが、当該商品の飲用によって、病気の治療若しくは予防又は症状の改善ができるような効能はない旨を2016年4月9日までに購入者に通知し、同日までにその通知結果について消費者庁長官まで報告することを指示した。
本件行政処分における認定した違反行為は、勧誘目的等不明示、不実告知、重要事項不告知、公衆の出入りしない場所での勧誘及び迷惑勧誘。

## 取り扱い商品
健康食品では、「スーパー・ルテイン ミルトプラス」、「スーパー・ルテイン」、「IZUMIO〈イズミオ〉」、「スーパー・ユーグレナ パラミロンARX」、「PURIFICAR〈ピュリフィカ〉」を、ビューティケア製品では「LUTE〈ルーテ〉」シリーズ、「AURAGE〈オラージュ〉」シリーズを取り扱う。

- 製品名／スーパー・ルテイン ミルトプラス（ビルベリーエキス・フランス海岸松樹皮エキス・ルテイン・ゼアキサンチン含有食品)
  - 製品の種類／保健機能食品（栄養機能食品）
- 製品名／スーパー・ルテイン（ルテイン・ゼアキサンチン含有食品）
  - 製品の種類／保健機能食品（栄養機能食品）
- 製品名／IZUMIO〈イズミオ〉
  - 製品の種類／清涼飲料水
- 製品名／スーパー・ユーグレナ パラミロンARX（ユーグレナグラシリス加工食品）
  - 製品の種類／健康補助食品
- 製品名／ピュリフィカFIRE（食物繊維含有加工食品）
  - オリジナルフレーバー／アップルフレーバー
  - 製品の種類／健康補助食品
- 製品名／LUTE〈ルーテ〉 ヘアピュリファイア
  - 製品の種類／シャンプー
- 製品名／LUTE〈ルーテ〉 ヘアマスク
  - 製品の種類／トリートメント
- 製品名／LUTE〈ルーテ〉 ボディソープ
  - 製品の種類／ボディソープ
- 製品名／LUTE〈ルーテ〉 ボディバー
  - 製品の種類／化粧石けん
- 製品名／AURAGE〈オラージュ〉 クレンジングプラス
  - 製品の種類／メーク落とし・洗顔料
- 製品名／AURAGE〈オラージュ〉 リッチフォーミュラ
  - 製品の種類／化粧水・美容液
- 製品名／AURAGE〈オラージュ〉 グレイシャスクリーム
  - 製品の種類／クリーム
- 製品名／AURAGE〈オラージュ〉 UVメイクアップベースクリーム
  - 製品の種類／日焼け止め・化粧下地
- 製品名／AURAGE〈オラージュ〉 AND〈エー・エヌ・ディー〉
  - 製品の種類／美容ドリンク（清涼飲料水、栄養機能食品）

## 協賛活動
- 2003年4年 「2003ミス・ユニバース・ジャパン」に協賛
- 2003年8月 横浜F・マリノスへのオフィシャルスポンサード
- 2006年9月 「2006ラリージャパン」に協賛
- 2008年9月 「ベトナムフェスティバル2008」に協賛
- 2008年10月 「2008北京国際マラソン」に協賛
- 2009年10月 「ガルーダ・バリ国際マラソン2009」に協賛
- 2011年1月 東京ヘレンケラー協会創立60周年記念「ハッピー60thコンサート」特別協賛
- 2012年11月 「第62回ヘレン・ケラー記念音楽コンクール」 特別協賛
- 2013年11月 「第63回ヘレン・ケラー記念音楽コンクール」 特別協賛

## 広告活動
2009年から「IZUMIO」（イズミオ）のイメージキャラクターにプロゴルファーの丸山茂樹を起用している。その他、大相撲の懸賞幕を出すなどしている。

## 社会貢献
創立の翌年の2000年度より社会貢献活動を開始。主な支援に視覚障がい者に向けた盲導犬育成支援がある。子供への支援活動、環境保全活動も行っている。
ナチュラリープラス こども基金
こども基金の対象商品の購入による寄付金と会社の拠出金をあわせ、子供たちを支援する各団体に寄付している。
盲導犬育成支援活動
2000年より財団法人日本盲導犬協会の賛助会員として、盲導犬の育成事業やリハビリテーション事業を支援しているほか、盲導犬や視覚障害について学ぶセミナーや盲導犬訓練施設の見学会などのイベントなどを定期的に開催している。
おそうじキャラバン
地域密着型の清掃ボランティア活動として、2008年より全国で8回実施している。
アジアの自然を守る「ナチュラリープラスの森」3カ年計画
2005年11月からNPO法人バードライフ・アジアとの協働事業として、渡り鳥のルートにあたる日本・台湾・インドネシアのスマトラ島に、鳥や動植物の生息地となる森林を確保して3カ年計画で自然保護区として保全する取り組みを実施し、2008年に完了した。現在は地元の環境NGOの協力で保全活動が行われている。

## 過去の事件
2005年に東京国税局が同社と元社長と元専務ら同社幹部3人を法人税法違反（脱税）の疑いで東京地検に告発し罰金刑を受けている。脱税内容は2002年8月期までの2年間に、約4億1000万円の所得を隠し、法人税約1億2000万円を免れたとされる。さらに、その公判中には和田克也社長が覚醒剤所持で逮捕され解任。。
2008年10月、マルチ商法業界よりの国会質問を繰り返していた前田雄吉衆議院議員（民主党）が2007年に講演料として60万円を受け取っていたことが明るみに出た。
2009年にはタックスヘイブン（租税回避地）を使った取引をめぐり、2007年8月期までの3年間に十数億円の所得について申告漏れを東京国税局から指摘され、2008年4月に修正申告を行った。
2015年4月8日の消費者庁の立ち入り検査をきっかけに、5月1日より6月15日まで、自主的に新規会員登録の受付停止ならびに新規会員の勧誘活動を一切禁止し、コンプライアンス体制の整備を図った。